# Detlef Hartmann
Detlef Hartmann (* 1941) ist ein deutscher Anwalt, Autor und linker Aktivist.

## Leben und Wirken
Hartmann studierte nach dem Schulbesuch im Hamburger Christianeum in Bordeaux, Freiburg, Hamburg und Berkeley. In Kalifornien beteiligte er sich an den politischen Aktivitäten in der Bay Area, die er als „sozial orientiert“ begriff, auch wenn sie sich vor allem gegen den Vietnamkrieg richteten. 1970 in die BRD zurückgekehrt, setzte er die bis heute andauernde politische Betätigung im Kontext sozialer Auseinandersetzungen fort. 1973 nahm er an der Hausbesetzung in der Hamburger Ekhofstraße (1973) teil, bei der es nicht nur auf die Gewinnung von Wohnraum ging, sondern auch gegen ein Bauvorhaben, das die Neue Heimat vorantrieb.
Seit 1977 ist Hartmann als Rechtsanwalt in Hamburg und Köln tätig, in erster Linie als Strafverteidiger, auch in zahlreichen Verfahren gegen linke Aktivisten und darüber hinaus in der Vertretung der Nebenklage in NS-Kriegsverbrecherprozessen, so in den Verfahren gegen Kurt Lischka, Ernst Heinrichsohn und Herbert Hagen vor dem Landgericht Köln 1979, gegen Heinrich Boere vor dem Landgericht Aachen 2007 und gegen Siert Bruins vor dem Landgericht Hagen 2013.
Hartmann arbeitete mit Mitgliedern der Proletarischen Front (PF) zusammen, einer Gruppierung aus dem operaistisch eingestellten „wir-wollen-alles“-Verbund.
Durch den Strafprozess gegen Roland Otto und Karl Heinz Roth, den Hartmann verteidigte, zog er nach Köln. Dort besetzte er mit den Mitgliedern der sozialrevolutionär orientierten „sozialistischen Selbsthilfe Köln“ (SSK) in der Ehrenfelder Marienstraße eine Anzahl von Häusern als Beginn eines sozialrevolutionären Projekts. Hieraus folgten nicht nur weitere Besetzungen, sondern auch Aktivitäten auf vielen anderen Gebieten: Gegen die Ausländerpolitik, Atompolitik, Militarisierung, NS-Erinnerungs- und „Bewältigungspolitik“ (Teilnahme an der Kampagne für die Edelweißpiraten), vor allem aber gegen die Politik der Stadtsanierung und Vertreibung (Marienstraßenbesetzung, dann Gruppe Wohnraum für alle) sowie gegen die noch stark nazistisch geprägte Rheinische Psychiatrie. Begleitet wurden diese Aktivitäten von der Mitarbeit Hartmanns in der Zeitschrift Autonomie und, mit sozialrevolutionärer Orientierung, im Folgeprojekt, den „Materialien für einen neuen Antiimperialismus“ (Materialien). An diese Zeit schlossen sich weitere Aktivitäten Hartmanns gegen die Ausländer- und Vertreibungspolitik (Gruppe Grenzen auf), gegen Hartz IV (Gruppe Zahltag), gegen den neuen Militarismus (Gruppe Bundeswehr wegtreten), Kampagne gegen SFB 700 an, die bis in die heutige Zeit reichen.
Tagesmedial und journalistisch positioniert Hartmann sich etwa in junge Welt und im WDR 5.

## Theorie
Hartmanns methodisch-philosophischer Ansatz weist als den wesentlichen Ort der Erkenntnis den Kampf aus. Genauer: die Auseinandersetzungen der sozialrevolutionären Prozesse mit den kapitalistischen Innovationsoffensiven. Er begreift ihn damit als umfassender, als die bürgerlichen Ansätze zumindest der Humanities es sein könnten. Denn Wissenschaft, Methodik, Philosophie seien nicht nur Ausprägungen der Offensiven und ihre wissenschaftlichen Akteure Teil ihres Dispositivs. Als in der Offensive wirkende und befangene Größen blieben sie damit auch systemisch blind für die ganze Wirklichkeit. Denn die Subjekte und Subjektivität ihres sozialrevolutionären Gegenüber müssten ihnen notgedrungen entgehen. Er entwickelt dies detailliert an zwei Beispielen. Einmal den progressistischen wissenschaftlichen Avantgarden der fordistisch/tayloristischen Offensive aus Ökonomie, Ingenieurwissenschaft, Philosophie und formaler Logik und ihren wissenschaftlichen Produkten. Des Weiteren an denjenigen, die sich mit der IT-Offensive auf dem Feld der Technologie, Ökonomie, der narrativen Steuerung und ihrer philosophischen Ausprägung im „neuen Realismus“ geschichtsmächtig zu machen suchen. Damit fasst er die sozialrevolutionären Kämpfe als den umfassenderen generativen Ort des wirklichen Wissens, des Wissens von den wirkenden historischen Kräften, der gegnerischen und der eigenen. Gerade ihre aus der Praxis der Kämpfe gewonnene Perspektive erlaube erst einen Blick von außen auf die Wissenschaften und Wissenschaftler der Innovationsoffensive. Dies mache auch erfahrbar, warum Praxis logisch reicher ist als Theorie, eine bis in die griechische Philosophie zurückgehende Erkenntnis. Was Marx betrifft, so bezieht er sich dabei zurück auf die frühen Schriften vor dessen methodologischem Absturz in den ökonomischen Objektivismus.

## Schriften (Auswahl)

### Monographien
- Die Alternative: Leben als Sabotage, Tübingen 1981, ISBN 3-88266-006-6, Neuauflage Berlin, Göttingen, Gießen 1988, ISBN 3-924737-03-7
- Zusammen mit dem Redaktionskollektiv „Materialien für einen neuen Antiimperialismus“: Das Ende des sowjetischen Akkumulationsmodells, Berlin, Göttingen 1992, ISBN 3-924737-15-0
- Die Ethnisierung des Sozialen. Das Beispiel Jugoslawiens, Berlin, Göttingen 1993, ISBN 3-924737-18-5
- Strategien der Unterwerfung, Strategien der Befreiung, Berlin, Göttingen 1993, ISBN 3-924737-17-7
- „Empire“. Linkes Ticket für die Reise nach rechts. Umbrüche der Philosophiepolitik: Hardt/Negri, Sloterdijk, Foucault, Berlin, Hamburg 2002, ISBN 978-3-935936-15-6
- Mit Dirk Vogelskamp: Irak. Schwelle zum sozialen Weltkrieg, Berlin, Hamburg, Göttingen 2003, ISBN 3-935936-21-4
- Mit Gerald Geppert: Cluster: Die neue Etappe des Kapitalismus, Berlin, Hamburg 2008, ISBN 978-3-935936-62-0
- Mit John Malamatinas: Krisenlabor Griechenland, Finanzmärkte, Kämpfe und die Neuordnung Europas, Berlin, Hamburg 2011, ISBN 978-3-86241-405-5.
- Krisen, Kämpfe, Kriege, Band 1, Alan Greenspans endloser „Tsunami“. Eine Angriffswelle zur Erneuerung kapitalistischer Macht, Berlin, Hamburg 2015, ISBN 978-3-86241-448-2.
- Krisen, Kämpfe, Kriege, Band 2, Innovative Barbarei gegen soziale Revolution. Kapitalismus und Massengewalt im 20. Jahrhundert, Berlin, Hamburg 2019, ISBN 978-3-86241-454-3
- mit Christopher Wimmer: Die Kommunen vor der Kommune 1870/71. Lyon – Le Creusot – Marseille – Paris, Berlin, Hamburg 2021, ISBN 978-3-86241-483-3.
- Die Alternative: Leben als Sabotage, Tübingen 1981

### Buchbeiträge, Aufsätze (Auswahl)
- Was morgens Recht war, kann abends nicht Unrecht sein oder: Warum auf Tannenbäumen keine Zitronen wachsen, Nachwort in: H. Broder, Danke schön. Bis hierher und nicht weiter, Hamburg 1980, S. 243
- Von der Integration zur Aussonderung – 30 Jahre Städtebaupolitik am Beispiel der „Neuen Heimat“, Autonomie, Materialien gegen die Fabrikgesellschaft, Neue Folge 3/1980, Hamburg, S. 16
- „Sozialtechnologie“, Stichwort in: Handbuch psychologischer Grundbegriffe, Herausgegeben von Günther Rexilius und Siegfried Grubitzsch, Reinbek bei Hamburg 1981, S. 1013.
- Überlegungen zur Planungsstrategie der Neuen Heimat, in: R. Nitsche (Hg.), Häuserkämpfe, Berlin 1981
- Diskussion mit Detlef Hartmann im Anschluss an den Artikel über sein Buch „Leben als Sabotage“ aus der Redaktion der Zeitschrift „Wechselwirkung: Technik – Naturwissenschaft – Gesellschaft“ von R. Ostermann, Die Gewalt des technologischen Klassenkampfs, Wechselwirkung, Nr. 13, Mai 1982, S. 44
- Völkermord gegen soziale Revolution. Das US-imperialistische System von Bretton Woods als Vollstrecker der nationalsozialistischen Neuen Ordnung, Autonomie, Materialien gegen die Fabrikgesellschaft, Neue Folge 14/1984, Berlin/Hamburg, S. 217
- Soziale Revolution und das Kommando der Akkumulation, www.materialien.org/worldwide/russia/hartmann_russ_revol.pdf
- Eine Mordmaschine kann man nicht reformieren (zum IWF), Schwarzer Faden 01/1988
- „Das gewaltige Werk des Nationalsozialismus“ (zu Sohn-Rethel), Konkret 3/1990, S. 44
- Welcher Krieg? Ägypten: Operationen im Szenario eines politisch-ökonomischen Aufmarsches, in: J. Später, …alles ändert sich die ganze Zeit, Freiburg 1994, S. 27
- SFB 700 – ein neokoloniales Projekt? www.materialien.org/texte/hartmann/neokolonialismus.html
- Die zwei Gesichter des Jahres 1917. Die soziale Revolution und der Alptraum des ›Roten Oktober‹ In: Christopher Wimmer (Hrsg.): »Where have all the rebels gone?« Perspektiven auf Klassenkampf und Gegenmacht. Münster 2020. S. 28–54
- Was tun mit Kommunismus? Mitkämpfen! Die Chancen der sozialen Weltrevolution in der Krise der Innovationsoffensive, in: Was tun mit Kommunismus ?!, Herausgegeben von Selbsthilfegruppe Ei des Kommunismus, Münster 2013
- Revolutionäre Subjektivität, die Grenze des Kapitalismus, in: Über Marx hinaus, Herausgegeben von M. van der Linden et al., Berlin, Hamburg (AssoziationA) 2009